# 韋放
韋 放（い ほう、474年頃 - 532年頃）は、南朝斉から梁にかけての軍人・官僚。字は元直。本貫は京兆郡杜陵県。

## 経歴
韋叡の子として生まれた。成長すると身長は7尺7寸、腰周りは8囲におよび、容貌は魁偉であった。はじめ南朝斉の晋安王蕭子懋に迎えられて主簿となった。蕭衍が雍州刺史となると、召されてまた主簿となった。天監元年（502年）、盱眙郡太守として出向した。召還されて通直郎に任じられ、まもなく軽車晋安王中兵参軍となった。鎮右始興王諮議参軍に転じたが、父が死去したため辞職して喪に服した。服喪を終えると、永昌県侯の封を嗣ぎ、軽車南平王長史・襄陽郡太守として出向した。仮節・明威将軍・竟陵郡太守に転じた。
天監6年（507年）、南朝梁が北伐の軍を起こすと、韋放は貞威将軍となり、胡龍牙とともに曹仲宗に合流して進軍した。天監7年（508年）、夏侯亶が黎漿を攻撃したが落とせず、韋放は命を受けて北道から寿春城で合流した。まもなく雲麾南康王長史・尋陽郡太守に転じた。
普通8年（527年）、曹仲宗らが渦陽を攻撃すると、韋放は明威将軍となって一軍を率いて合流した。北魏の費穆が援軍を率いてやってきたが、韋放の軍はまだ陣営を確立しておらず、麾下も200人あまりにとどまった。韋放の従弟の韋洵が単騎突撃して北魏軍をかきまわしたが、韋洵の馬が負傷して進めなくなった。韋放の甲冑も3たび流れ矢に貫かれた。韋放は「今日ただ死あるのみ」と言って甲冑を脱ぎ馬を下りてあぐらをかいた。北魏軍が退却したため、韋放は渦陽まで追撃した。北魏はまた常山王元昭・大将軍李奨・乞仏宝・費穆らの兵5万が来援したため、韋放は陳度・趙伯超らを率いて夾撃し、これを破った。渦陽城主の王緯は城とともに南朝梁に降伏した。韋放は入城すると、4200人の降兵を武装解除した。また降兵30人を派遣して、李奨・費穆らに落城を知らせてやった。北魏軍は営塁を放棄して潰走していった。南朝梁の軍はこれに乗じて捕殺をほしいままにした。費穆の弟の費超を捕らえ、王緯と合わせて建康に送った。凱旋すると太子右衛率となり、通直散騎常侍に転じた。持節・都督梁南秦二州諸軍事・信武将軍・梁南秦二州刺史として出向した。中大通2年（530年）、都督北徐州諸軍事・北徐州刺史に転じた。北徐州にあること3年、死去した。享年は59。諡は宜侯といった。

## 子女
- 韋粲（長男、後嗣）
- 韋助
- 韋警
- 韋構

## 伝記資料
- 『梁書』巻28 列伝第22
- 『南史』巻58 列伝第48